# Jack Huston
Jack Huston Alexander (Londres, 7 de dezembro de 1982) é um ator inglês. Huston tem um papel protagonista em "Neighborhood Watch" e filmou Outlander (2008) com James Caviezel e Sophia Myles. Ele participou do terceiro filme da série Crepúsculo, The Twilight Saga: Eclipse.

## Antecedentes
Huston nasceu em Londres, Inglaterra, filho de Lady Margot Lavinia Cholmondeley Anthony e Walter Huston. Seu avô paterno era o diretor John Huston e seu avô materno era Hugh Cholmondeley, 6.º Marquês de Cholmondeley; entre os antepassados de sua mãe, incluem-se David Sassoon, o tesoureiro de Bagdá, Mayer Amschel Rothschild, que fundou a Família Rothschild dinastia de banqueiros internacionais, e Robert Walpole, primeiro-ministro da Grã-Bretanha de 1721 até 1742. Huston é sobrinho dos atores Anjelica Huston e Danny Huston. Atualmente namora a modelo Shannan Click (desde 2011) e com ela tem 2 filhos.